# Соаве (муніципалітет)
Соаве (італ. Soave, вен. Soave) — муніципалітет в Італії, у регіоні Венето,  провінція Верона.
Соаве розташоване на відстані близько 410 км на північ від Рима, 85 км на захід від Венеції, 20 км на схід від Верони.
Населення — 7111 осіб (2014).

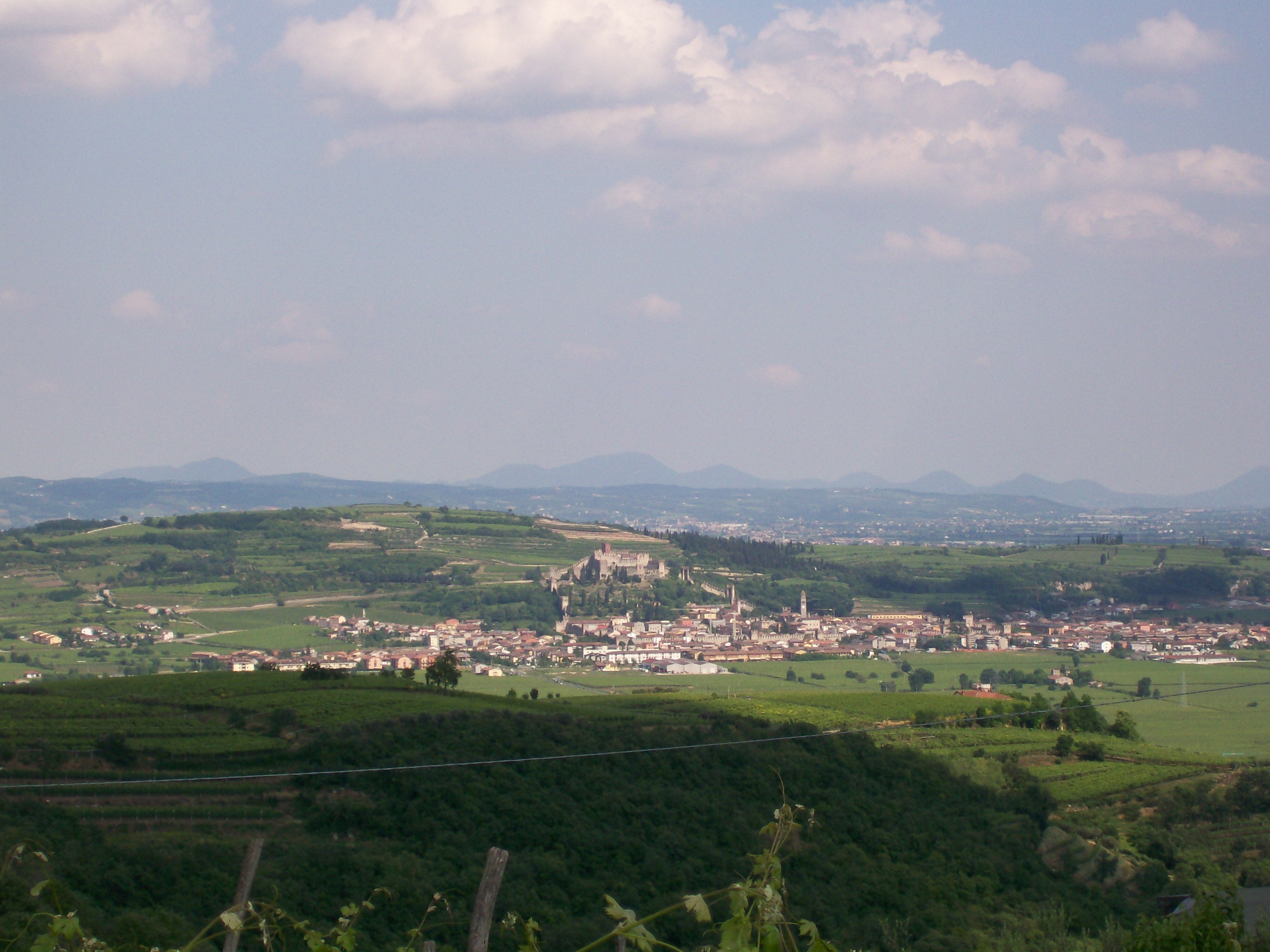

Щорічний фестиваль відбувається 10 серпня. Покровитель — святий мученик Лаврентій.

## Демографія
Населення за роками:

Станом на 1 січня 2023 року в муніципалітеті офіційно проживали 544 іноземці з 44 країн, серед них 251 громадянин країн Євросоюзу та 3 громадяни України.

## Сусідні муніципалітети
- Бельфьоре
- Каццано-ді-Трамінья
- Колоньйола-аї-Коллі
- Монтеккія-ді-Крозара
- Монтефорте-д'Альпоне
- Сан-Боніфачо